# Erin McLeod
Erin McLeod és una portera de futbol amb 115 internacionalitats pel Canadà. Ha jugat 4 Mundials i 2 Jocs Olímpics entre 2003 i 2015, incloent un bronze al Jocs de Londres i una 4a posició al Mundial 2003.

## Trajectòria
| Temporades  | Lliga             | Club                     | P   | G | Actualitzat |
| ----------- | ----------------- | ------------------------ | --- | - | ----------- |
| 2001 - 2002 | D3                | SMU Mustangs             | 038 | 0 |             |
| 2004 - 2005 | D3                | Penn State Nittany Lions | 045 | 0 |             |
| 2004 - 2006 | D1                | Vancouver Whitecaps      | 021 | 0 |             |
| 2009 - 2010 | D1                | Washington Freedom       | 028 | 0 |             |
| 2011 - 2012 | D1                | Dalsjöfors GIF           | 016 | 0 |             |
| 2013        | D1                | Chicago Red Stars        | 016 | 0 |             |
| 2014 - 2015 | D1                | Houston Dash             | 031 | 0 |             |
| 2016 - act. | D1                | FC Rosengard             | 0   | 0 | 16/12/2016  |
|             |                   |                          |     |   |             |
| 2000        | Selecció sub-17   | Selecció sub-17          |     |   |             |
| 2001 - 2002 | Selecció sub-19   | Selecció sub-19          | 022 | 0 |             |
| 2002 - act. | Selecció absoluta | Selecció absoluta        | 115 | 0 | 16/12/2016  |

## Palmarès
| Títols — Seleccions nacionals            |      |      |      |
| 3 Torneigs de Xipre                      | 2008 | 2010 | 2011 |
| 1 Torneig de São Paulo                   | 2010 |      |      |
| Títols — Clubs                           |      |      |      |
| 2 Lligues semiprofessionals              | 2004 | 2006 |      |
| Reconeixements — Premis                  |      |      |      |
|                                          |      |      |      |
| Reconeixements — Seleccions de jugadores |      |      |      |
| Equip ideal de la Lliga universitària    | 2005 |      |      |
| Equip ideal històric de l'CSA            | 2012 |      |      |